# Histoire du renseignement soviétique et russe
À la suite de la révolution d'Octobre de 1917 est fondée la TchéKa (commission extraordinaire panrusse de lutte contre la contre-révolution et le sabotage), chargée du renseignement intérieur, extérieur, de la sécurité et de la lutte contre les opposants. En contrepartie, l'Armée rouge se dote en octobre 1918 de son propre service de renseignement, la IVe direction principale de l'état-major général de l'Armée rouge. Après la Seconde Guerre mondiale, ce service est renommé le GRU, direction principale du renseignement.
La TchéKa changea plusieurs fois de nom : Tchéka, OGPU, NKVD, NKGB, MGB, MVD. Mais ses tâches restèrent les mêmes. Toutefois, lorsque l'ancienne Tchéka devint le NKVD ou MVD, les services de sécurité soviétiques perdirent en autonomie ; ils n'étaient plus alors qu'une branche des différents services de police d'URSS, le NKVD englobant aussi bien le contre-espionnage que la police, les pompiers ou le Goulag. Les services de sécurité et de renseignement extérieurs, au sein du NKVD, sont réunis dans le GUGB (Direction Principale de la Sécurité d'État) du NKVD. Pendant la Seconde Guerre mondiale, le GRU crée « l'Orchestre rouge », un réseau d'informateurs spécialisés dans l'espionnage militaire et industriel.

## Guerre froide
Au début de la guerre froide, Joseph Staline décide de s'inspirer du modèle de la CIA. Est alors créé le KI, le Comité d'information, qui regroupe le renseignement extérieur politique et le GRU. Mais l'expérience échoue.
Un décret de 1954 crée le KGB, chargé aussi bien du contre-espionnage que des gardes-frontières, du renseignement extérieur, de la lutte contre les opposants ou de la protection des personnalités. Lui font concurrence le GRU, rattaché à l'Armée rouge, mais aussi le MVD, c'est-à-dire la police. Nikolaï Chtchelokov, ministre de l'Intérieur sous Léonid Brejnev, n'eut de cesse d'essayer de réduire le poids du KGB sur le plan intérieur.
Le KGB a néanmoins un avantage de taille sur la police et le GRU : d'une part, il peut surveiller ces deux organismes, par le biais de la 3e direction du KGB (contre-espionnage militaire), par exemple, en recrutant des officiers du GRU ou en essayant d'y démasquer les traîtres (ce rôle revient à la 2e sous-section du 1er département de la 3e direction du KGB, à l'intérieur de l'URSS, et à la sécurité interne du renseignement extérieur du KGB, la section « K » de la Première Direction principale, dans les ambassades, consulats, délégations, etc.). Concernant la police, est créée en 1982 au sein de la 3e direction la section « M », chargée de la lutte contre la corruption au sein des forces armées (donc la police comprise). Le KGB a donc en premier un moyen d'interférer dans le travail de ces deux organisations concurrentes.
D'autre part, le KGB peut doubler les deux concurrents. En effet, rien n'interdit au KGB de collecter des renseignements militaires ; c'est même un de ses rôles, et ainsi il concurrence le GRU dont c'est la mission. Et rien n'interdit non plus le KGB d'enquêter (ce qui est aussi un de ses rôles) dans les affaires de crime organisé, de terrorisme ou de lutte contre la corruption, doublant ainsi le MVD (ministère de l'Intérieur, police).

## La dislocation de l'URSS
La dislocation de l'URSS en 1991 change la donne. Le KGB est divisé en plusieurs services indépendants : l'ex-direction du renseignement extérieur du KGB (1re Direction générale) devient le SVR, service de renseignement extérieur. Le service de protection des personnalités est désormais directement rattaché au président de la fédération de Russie, il se nomme le FSO, tout comme un autre service beaucoup moins connu, le GUSP (Direction principale des programmes spéciaux, en fait l'ex-15e direction du KGB, chargée de la construction des bunkers protégeant les dirigeants en cas de guerre).
Le GRU ne voit pas son statut modifié, de son côté, tandis que les services chargés de la création des codes secrets (8e direction du KGB) et du bris des codes utilisés par les adversaires (16e Direction générale) sont rassemblés dans une Agence fédérale, le FAPSI. Enfin, le KGB perd ses pouvoirs d'instruction, et ses unités d'élite entrent dans le giron du concurrent, le Ministère de l'Intérieur. Les services chargés de la Sécurité intérieure (protection des secrets économiques, industriels, du contre-espionnage, de la sécurité des transports, antiterrorisme et lutte contre le crime organisé) sont rassemblés dans le FSK, lequel, insécurité puis guerre de Tchétchénie aidant, regagne très vite ses pouvoirs d'instruction et d'écoutes (dès 1993). En remplacement du FSK est créé en 1995 le FSB, Service fédéral de Sécurité, avec les mêmes missions. Les unités d'élites reviennent dans le giron du FSB cette année-là, et en 2002, le FAPSI et les gardes-frontières sont rendus au FSB.
On assiste depuis cette période à une guerre des polices entre ses différents services dont nombre d'éléments se sont alliés avec ce que l'on appelle communément la mafia russe;

## L'espionnage entre Russie et États-Unis

### Lesillégaux
Le 27 juin 2010, le FBI annonce le démantèlement d'un réseau russe comprenant au moins onze illégaux dont certains opèrent depuis plus de 10 ans. L'affaire fut réglée rapidement par un échange de dix agents (dont une Péruvienne) contre trois russes ayant travaillé pour les États-Unis - le onzième s'étant échappé à Chypre - et d'un travaillant pour le Royaume-Uni le 9 juillet 2010,,.